# 秋田農政事務所
秋田農政事務所（あきたのうせいじむしょ）は、農林水産省の地方支分部局である東北農政局の出先機関だった。
2011年9月1日施行の「農林水産省設置法の一部を改正する法律」によって廃止された。

## 組織
- 秋田地域センター（秋田市山王）
  - 北秋田支所（北秋田市花園町）
- 大仙地域センター（大仙市大曲福住町3-14）

## 管内事務所
- 西奥羽土地改良調査管理事務所 （秋田市中通 社団法人秋田県畜産会館内） 
  - 西奥羽土地改良調査管理事務所
- 平鹿平野農業水利事業所（横手市大屋新町字大平）
  - 平鹿平野農業水利事業所
- 男鹿東部農地防災事業所（秋田市土崎港相染町字中谷地）
  - 男鹿東部農地防災事業所